# Бобевска къща
Бобевската къща е възрожденска къща в Тетевен, построена през 1852 г. за тетевенския търговец на аби и шаяци хаджи Йончо Стоянов Бобевски. Къщата е паметник на културата от национално значение.
При строежа ѝ майсторът е надпуснал към улицата целия етаж върху конзоли и допълнително е изнесъл силно напред една от стаите. Функционално и архитектурно е обогатен и чардака, като създава два кьошка, единият от които също силно изскача навън. Покривът е покрит с каменни плочи.
Жилището съдържа традиционните помещения на тетевенския тип къщи. Централното помещение с голямо огнище е свързано чрез врати със собите, разположени от двете му страни. Има още две соби и килер. Всички помещения имат достъп и от чардака. Къщата се състои от каменно приземие за стопански помещения и мазе под земята и паянтов етаж. Колонките на чардака са изработени с детайли.
По-късно къщата е собственост на наследниците на хаджи Йончо Бобевски – революционерът хаджи Никола Бобевски, опълченецът Иван Бобевски, поетът Любомир Бобевски, ръководителят на хор „Гусла“ – Валентин Бобевски и др.